# 联合国大会
联合国大会（简称联大）是联合国主要机构之一。

## 历史

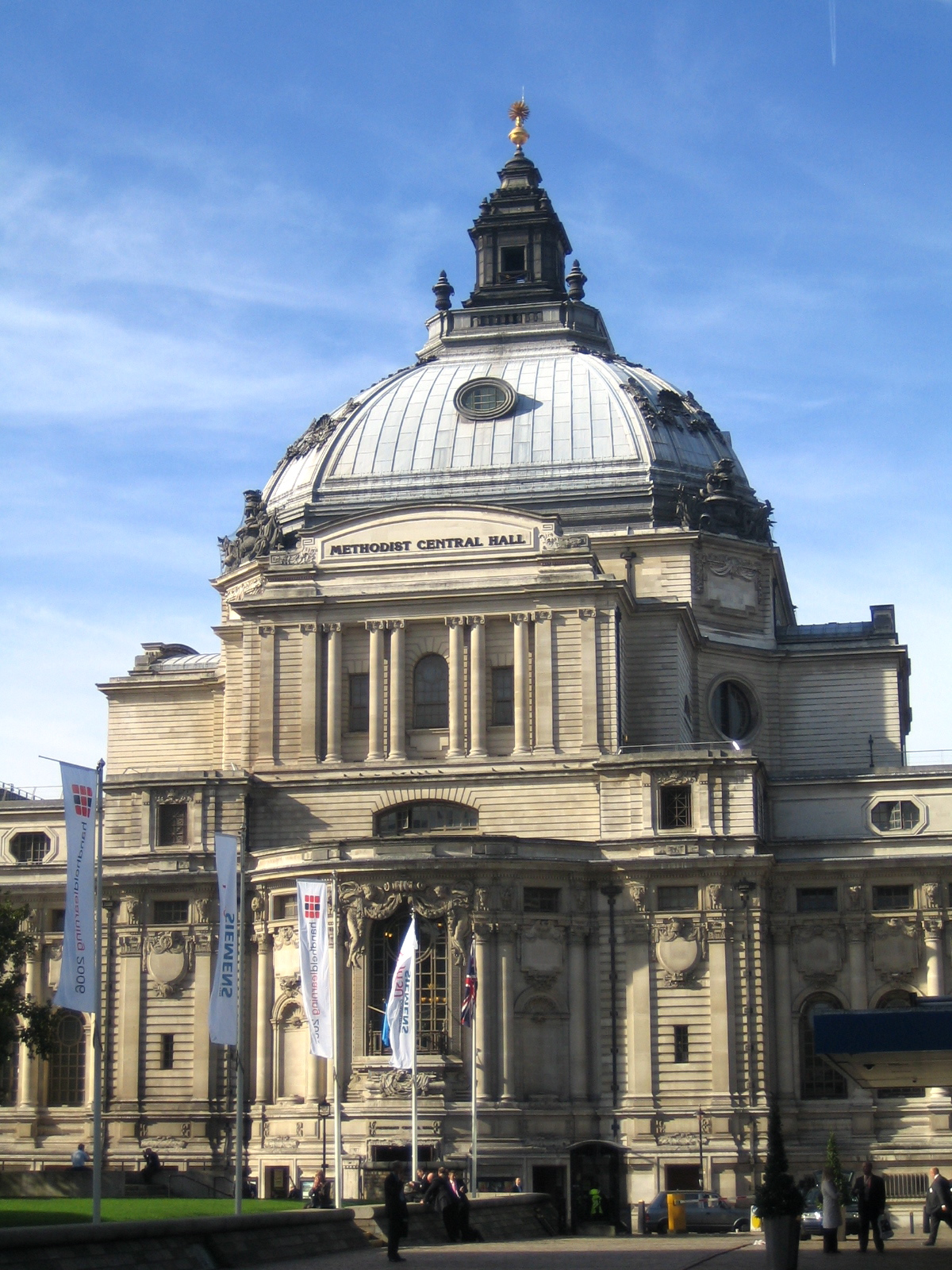
卫理公会中央礼堂，伦敦，1946年首届联合国大会在此举行。

联大首次会议于1946年1月10日在伦敦卫理公会中央礼堂召开，有来自51个国家的代表参与了会议。接下来的几届年度会议于不同的城市举行：第二届于纽约市举行，而第三届于巴黎举行。从1952年10月14日第七届常会开始，联大的会议地址就永久地迁移到了位于纽约的联合国总部大楼。1974年9月，为了审理亚西尔·阿拉法特提出的巴勒斯坦解放组织申请成为联合国观察员的申请，第二十九届大会在瑞士日内瓦的万国宫举行。2019冠狀病毒病疫情暴發後，联合国大会在線上舉行。2022年，联大全面回归线下会议。

## 与会国
联合国现有的193个成员国都为联大与会国，另外，梵蒂冈城国和巴勒斯坦国作为联合国观察员国参与会议。
此外，联大还将观察员席位授予其他国际组织或实体，使这些组织和实体在一定限制下拥有参与联合国大会事务的权力。
根据《联合国宪章》第十九条规定，如果联合国成员国拖欠数目如等于或超过前两年所应缴纳之数目时，該國會丧失其在大会的投票权。

## 領袖及組織定位
聯大由所有联合国成员国组成，每年定期举行一次会议，從成员国中推选一位大会主席，並由秘書處負責籌備。主席雖有大會領袖之名，但實際上僅執掌主持議事的進行為主；秘書長才是實際上聯合國組織的核心人物，透過協調各國意見、組織具體工作以落實大會決議等事務，可以在國際間發揮重大的影響力。
雖然各成員國在大會的授權，應是聯合國行使各種決議的權力來源；然而實際上，特別是在涉及地緣政治的問題上，安全理事會才是真正握有決策權的組織。一個明顯的例子是，聯合國秘書長一職名義上雖由大會選舉產生，實際上在本屆大會開議之前，新任秘書長的人選已經由安全理事會各成員國及各大區域組織透過協商產生，大會只是在形式上鼓掌通過而已。更為平常的狀況是，經大會多數決的決議，經常無法約束安全理事會成員國的行為，也抵不過安理會任何一個常任理事國的否決。

## 會期及議程

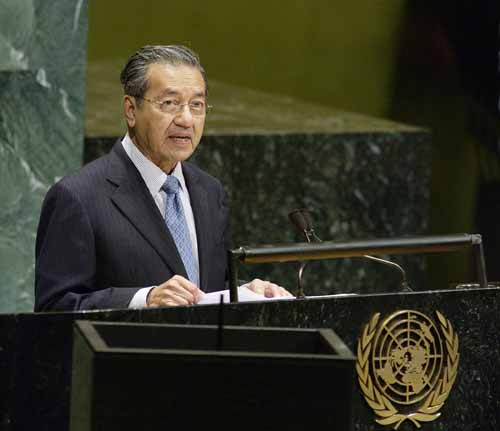
2003年9月25日位于纽约的联合国大会上，马来西亚首相马哈迪·莫哈末正在发言。

联大会议的议程需提前七个月进行预先计划，并首先公布将列入临时议程的议题。每年九月上旬會期開始之際，聯合國透過秘書處籌備召開總務委員會（英文：General Committee），以決定新會期將要討論的議題。议程项目被分配给不同的主委员会，不同委员会将达成的共识或投票通过的决议形成报告呈交给联大，最终由联大采纳实施。通常聯大在開議之後，第一項重大行事即為一般性辯論（英文：General Debate），由各成員國的元首或高级代表發表演說。總辯論之後，多數議程即交付各主要委員會分別討論，然後於十二月份前陸續審議由各委員會提交的決議案。聯大本身也會討論及審議一些議案。除了審議決議案以外，聯大於九月底至十一月間，主要的議程為選舉各相關組織的成員國或職位，例如新任的安全理事會非常任理事國、新任的某理事會（委員會）及相關國際組織的會員（國）或主席等等。
近几年，大会例行全体会议虽然只计划在三个月的时间内举行，但由于事务繁杂，会期往往延长至下一次会议召开前不久。按照联合国议事规则，例行安排的会议通常从“9月第三周的周二开始，从第一周开始计算，第一周至少包含一个工作日”。按照惯例，大会召开3个月后，在12月初，最后两次常会将暂停至1月份才继续举行，并一直延续到下一个会期开始之前。聯大通常在每年十二月底的聖誕節假期前，即完成其主要議程。

## 附屬委員會

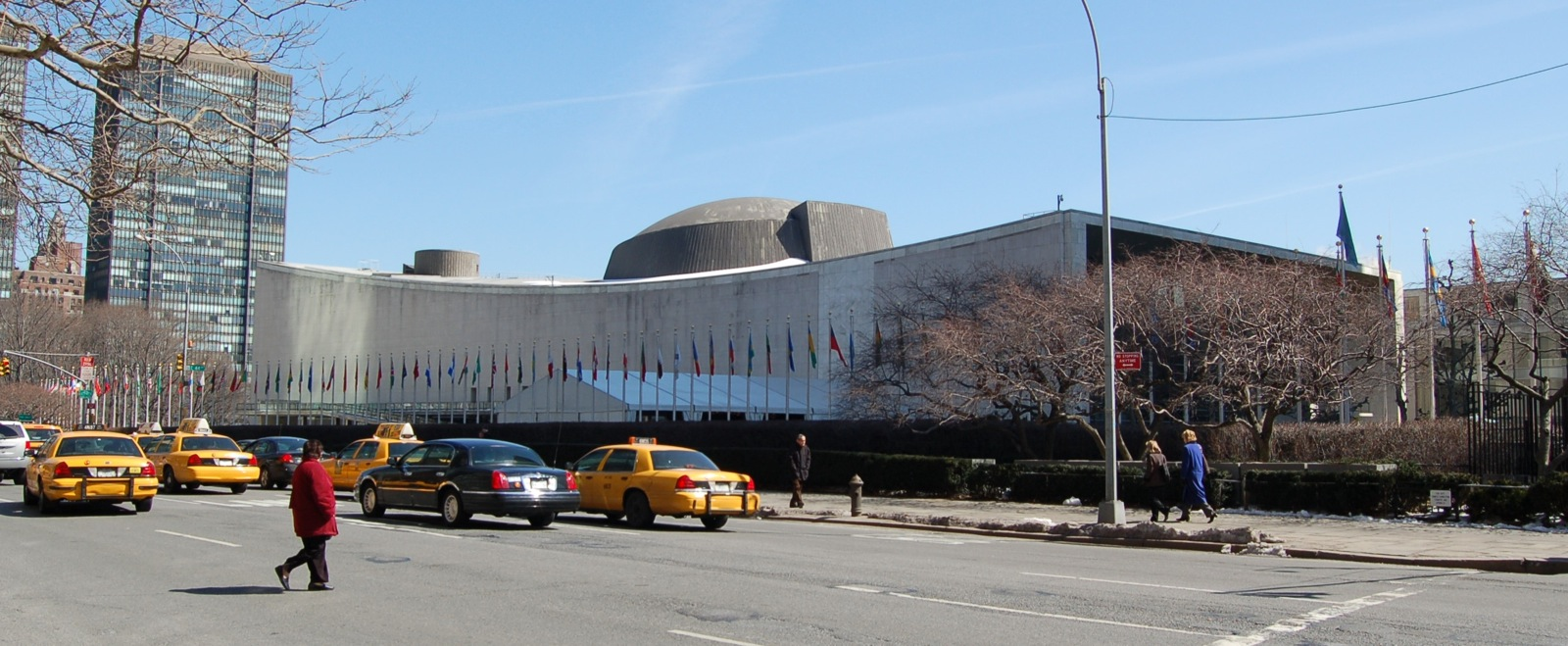
聯合國大會的辦公室建築

大會召開之際，多數議題會被交付六個主要委員會討論，以形成決議或決定。這些決議案一旦在委員會中獲得通過，即會交付大會審議，以決定是否正式採用為聯大決議。
附屬於聯合國大會的六個主要委員會分別為：
- 裁軍和國際安全委員會（第一委員會），負責處理關於限制及解除軍備以及國際安全等議題。
- 經濟和金融委員會（第二委員會），負責處理國際經濟議題。
- 社會、人道主义和文化委員會（第三委員會），負責處理關於社會、人道主義等議題。
- 特别政治和非殖民化委員會（第四委員會），負責處理裁軍及安全以外的政治問題，以及關於消除殖民主義的問題。
- 行政和預算委員會（第五委員會），負責處理行政以及預算事務。
- 法律委員會（第六委員會），負責討論關於國際法的議題。

## 外部連結
- 聯合國大會主要委員會官方網站 （页面存档备份，存于）（简体中文）